# Буравлёва, Полина Андреевна
Поли́на Андре́евна Буравлёва (родилась 29 сентября 1996 года в Прокопьевске) — российская регбистка, игрок клуба «Кубань» и женской сборной России по регби-7. Кандидат в мастера спорта.

## Биография

### Игровая карьера
В прошлом занималась карате; первым успехом стало 3-е место на чемпионате России, в дальнейшем она выиграла два чемпионата России и чемпионат Европы. Окончила школу на хорошие и отличные отметки; во время встречи с тренером по игровым видам спорта обратила внимание на регбийный мяч и решила заниматься именно регби. В составе команды Прокопьевска стала бронзовым призёром III летней Спартакиады молодёжи России (2014 год). Воспитанница регионального центра спортивной подготовки по игровым видам спорта (РЦСП по ИВС, Краснодарский край) и за ЦСП №4. С 2014 года играет за «Кубань».
В 2014 году в составе юниорской сборной России заняла 4-е место на чемпионате Европы в шведском Йенчеппинге. В составе сборной России выиграла чемпионат Европы по регби-7 2017 года. Выступала на этапе Мировой серии в Сиднее; в рамках Мировой серии провела матчи против таких команд, как Австралия и Канада.

### Стиль игры
В начале своих тренировок Полина училась правильной технике паса, оттачивая броски именно левой рукой. По собственным утверждениям, выступает в шлеме в связи с высокой травмоопасностью регби: в одном из матчей получила серьёзное рассечение после столкновения; также она перенесла травмы плеча и голеностопа в разные периоды выступлений в чемпионате России. Кумир в регби — Надежда Созонова. 